# Lionel Loueke
Lionel Loueke (* 27. dubna 1973) je beninský jazzový kytarista. Narodil se v Beninu a na kytaru začal hrát po vzoru svého bratra v sedmnácti letech. Později odešel studovat klasickou hudbu na Pobřeží slonoviny; studium ukončil v roce 1994. Následně čtyři roky studoval jazzovou hudbu na americké konzervatoři v Paříži. Později získal stipendium na Berklee College of Music v Bostonu. Během své kariéry vydal několik vlastních alb a spolupracoval s mnoha dalšími hudebníky, mezi které patří například Jeff Ballard, Herbie Hancock, Terence Blanchard nebo Gretchen Parlato
Lionel Gilles Loueke (*1973, Cotonou, Benin) se narodil v rodině chudých intelektuálů. Jako devítiletý začal hrát na perkuse, což se později odrazilo i v jeho svébytné kytarové technice. Ke kytaře se dostal až překvapivě pozdě, v sedmnácti, pod vlivem svého staršího bratra a poslechu nahrávek George Bensona, Kennyho Burrella, Joea Passe či Wese Montgomeryho. Rok mu tehdy trvalo, než našetřil ekvivalent tisícovky Kč na první levný nástroj. První džob získal náhodou, když si v místním hudebním klubu během přestávky půjčil kytaru a chvíli brnkal. Jakmile ho uslyšel majitel, okamžitě ho angažoval.
První hudební vzdělání získal Loueke po přestěhování na Pobřeží slonoviny, prostřednictvím tamního National Institute of Art. Umožnilo mu pokračovat na American School Of Music v Paříži, kde studoval v letech 1994 až 1998. Další kytaristova cesta již vedla do USA na Berklee (1999-2001) a posléze na zmíněnou University Of California (2001-2003).
Jedním z členů komise, která rozhodla o přijetí Louekeho na universitu, byl vedle Hancocka také Terence Blanchard. Trumpetista poté přizval kytaristu na svoje alba Bounce (2003) a Flow (2005). Následovala celá řada hvězdných spoluprací. Nejen hraní a natáčení s Hancockem (desky Possibilities, 2006, River: The Joni Letters, 2007, The Imagine Project, 2010), ale také s Chickem Coreou, Charliem Hadenem, Davem Hollandem, beninsko-americkou zpěvačkou Angelique Kidjo, Cassandrou Wilson, Dianou Reeves, Norah Jones, Marcusem Millerem a dalšími.
Lionelovým sólovým mezinárodním albovým debutem se stal titul In A Trance (2005). Ovšem už ve Francii publikoval desku Clarté Obscure (1997) a už tehdy osobitě míchal africkou tradiční hudbu i afrobeat s jazzem. Celkem vydal desítku alb pod vlastním jménem, včetně desek na prestižní značce Blue Note, na kterých hostovaly takové hvězdy jako Herbie Hanock či Wayne Shorter, nemluvě o Robertovi Glasperovi, Esperanze Spalding či Gretchen Parlato. Další tři alba natočil s triem Gilfema, které založil ze spolužáky z Berklee, Ferencem Nemethem a Massimem Biolcatim. Příležitostně spolupracuje také s českým, v Dánsku etablovaným saxofonistou Lubošem Soukupem